# Broods
Broods ist ein neuseeländisches Musikduo aus Nelson bestehend aus den Geschwistern Georgia und Caleb Nott.

## Geschichte
Caleb und Georgia Nott wuchsen mit drei älteren Geschwistern in einer musikalischen Familie auf und treten seit ihrer Kindheit gemeinsam auf. Im Jahr 2010 gewannen sie den lokalen Musikwettbewerb „Richmond’s Got Talent“. Des Weiteren waren sie Mitglieder der Band The Peasants, welche sich jedoch 2012 auflöste. Um sich der Formation Broods zu widmen, unterbrachen Caleb und Georgia ihr Studium an der University of Auckland.
Broods wurde 2013 gegründet und arbeitet mit dem Musikproduzenten Joe Little zusammen, welcher wegen der familiären Bindung der Sänger den Namen Broods auswählte. Seit Dezember 2013 steht das Duo bei Capitol Records sowie Polydor unter Vertrag. Ihr Debütalbum Evergreen erschien am 22. August 2014.
Mit dem Titel Heartlines wurden sie von den Fanclubs des Eurovision Songs Contests (OGAE) ausgewählt für das Land „Rest der Welt“ beim OGAE Song Contest 2017 teilzunehmen.

## Diskografie
Alben
- 2014: Evergreen (Capitol Records)
- 2016: Conscious (Capitol Records)
- 2019: Don’t Feed the Pop Monster (Atlantic Records)
- 2022: Space Island (Island/Universal)

EPs
- 2014: Broods (Island Records Australia)

Singles
- 2014: Bridges (AU: Platin)
- 2014: Never Gonna Change
- 2014: Mother & Father (AU: Gold)
- 2014: L.A.F
- 2014: Four Walls
- 2016: Heartlines (AU: Platin)
- 2016: Free
- 2018: Peach (AU: Platin, NZ: Platin)
- 2018: Eyes a Mess
- 2018: Everything Goes (Wow)
- 2019: Hospitalized

## Auszeichnungen
- 2014: New Zealand Music Award als „Breakthrough Artist of the Year“[13]